# Stylidium albolilacinum
Stylidium albolilacinum är en tvåhjärtbladig växtart som först beskrevs av Erikson och Willis, och fick sitt nu gällande namn av A. Lowrie och S. Carlquist. Stylidium albolilacinum ingår i släktet Stylidium och familjen Stylidiaceae. Inga underarter finns listade i Catalogue of Life.